# Chris Pang
Christopher Pang (nacido el 29 de diciembre de 1984) es un actor y productor australiano. Es conocido por su papel de Colin Khoo en Crazy Rich Asians (2018) y Lee Takkam en Tomorrow, When the War Began (2010).

## Primeros años
Pang nació en Melbourne y es hijo de instructores de Wing Chun. Sus abuelos paternos son de Cantón, China, mientras que su padre, Barry Pang, nació y creció en Australia. Su madre, Anne Pang, nació en Taiwán y emigró a Australia en la década de 1970. Fue educado en Scotch College.
Pang tiene un parentesco lejano con Bruce Lee, ya que el padre de Lee era primo de la abuela paterna de Pang, y ambos provenían del mismo pueblo en Cantón. A través de su madre Anne Pang, Pang es descendiente de Wong Nai Siong, el líder revolucionario chino, reformador cristiano y humanitario que fue clave en la provincia de Fujian para derrocar a los máquina de propaganda de finales de la dinastía Qing.
Más tarde se matriculó en una universidad y se especializó en estudios multimedia. Insatisfecho con sus estudios, más tarde se tomó un año sabático y vendió teléfonos a empresas antes de dedicarse a la actuación.
Pang habla mandarín y cantonés con fluidez. Actualmente vive en Los Ángeles.

## Carrera
Mientras vendía teléfonos, Pang comenzó su carrera incidentalmente después de ingresar a una agencia de casting que buscaba un actor para hacer un acento chino para una voz en off. Pang reservó el doblaje del papel como el hermano de Jackie Chan en New Police Story. Esto inició su carrera como actor. Poco después comenzó a estudiar en TAFTA en Melbourne.
Se mudó temporalmente a Beijing y Hong Kong para seguir una carrera como actor. Su gran oportunidad llegaría en 2010, ganando uno de los papeles principales en la adaptación cinematográfica australiana de la novela distópica para adultos jóvenes Tomorrow, When the War Began y protagonizaría junto a Caitlin Stasey, la película fue un éxito de taquilla en Australia. Posteriormente actuó en el largometraje Citizen Jia Li.
A pesar del éxito de Tomorrow, recibió poca atención y en 2013 se mudó a Hollywood para continuar con su carrera como actor. Se reunió con su coprotagonista de Tomorrow, Caitlin Stasey, en I, Frankenstein. En 2016, apareció en la película de artes marciales Crouching Tiger, Hidden Dragon: Sword of Destiny, en la que interpretó al personaje Flying Blade. También apareció de forma recurrente en la segunda temporada de la serie dramática Marco Polo.
En 2018, coprotagonizó la adaptación cinematográfica Crazy Rich Asians, dirigida por Jon M. Chu y protagonizada por Constance Wu, Michelle Yeoh y Henry Golding. Interpretó a Colin Khoo. Más tarde produjo y protagonizó la película independiente Empty by Design, ambientada en Manila, junto a Osric Chau y la actriz filipina Rhian Ramos. Empty by Design fue su primer largometraje como productor.
Pang coprotagonizó el reinicio de 2019 y la continuación de Charlie's Angels, dirigida por Elizabeth Banks. En junio de 2019, fue elegido para un piloto de Jason Katims para Amazon Studios. También se unió al elenco de Palm Springs.

## Filmografía

### Películas
| Año  | Título                                           | Papel          | Notas                      |
| ---- | ------------------------------------------------ | -------------- | -------------------------- |
| 2010 | Tomorrow, When the War Began                     | Lee Takkam     |                            |
| 2011 | Citizen Jia Li                                   | Kong           | También productor asociado |
| 2013 | California Dreaming                              | Lin Feng       | Cortometraje               |
| 2014 | I, Frankenstein                                  | Levi           |                            |
| 2014 | Fist of the Dragon                               | Sin            |                            |
| 2014 | The Mule                                         | Phuk           |                            |
| 2015 | Superfast!                                       | Cool Asian guy |                            |
| 2016 | Crouching Tiger, Hidden Dragon: Sword of Destiny | Flying Blade   |                            |
| 2018 | Crazy Rich Asians                                | Colin Khoo     |                            |
| 2019 | Empty by Design                                  | Jun Jie        | También productor          |
| 2019 | Charlie's Angels                                 | Jonny Smith    |                            |
| 2020 | Palm Springs                                     | Trevor         |                            |
| 2022 | Blade of the 47 Ronin                            | Lord Arai      |                            |
| 2023 | The Portable Door                                | Casimir        |                            |
| 2023 | Joy Ride                                         |                | [ 24 ]                     |

### Televisión
| Año  | Título        | Papel      | Notas                              |
| ---- | ------------- | ---------- | ---------------------------------- |
| 2010 | City Homicide | Phuong Lam | Episodio: "Pirates"                |
| 2011 | Rush          | Than       | 1 episodio                         |
| 2016 | Marco Polo    | Arban      | Recurrente, 5 episodios (Season 2) |
| 2022 | As We See It  | Van        | Protagonista                       |